# Thần kinh thị giác
Thần kinh thị giác còn được gọi là thần kinh sọ II, viết tắt là CN II, là đôi dây thần kinh sọ thực hiện chức năng truyền thông tin thị giác từ võng mạc đến não. Ở người, thần kinh thị giác có nguồn gốc từ cuống thị giác trong tuần thứ bảy thời kỳ phôi thai và bao gồm các sợi trục tế bào hạch võng mạc và tế bào thần kinh đệm; nó kéo dài từ đĩa thị giác đến giao thoa thị giác, từ đó tạo thành bó thị giác đến nhân phát thể gối ngoài, nhân tiền mái, và gò trên.

## Cấu trúc
Thần kinh thị giác là thần kinh thứ hai trong số mười hai đôi dây thần kinh sọ nhưng thực ra là một phần của hệ thống thần kinh trung ương, chứ không phải là hệ thống thần kinh ngoại biên vì nó có nguồn gốc từ một túi trên trung não (cuống thị giác) trong quá trình phát triển phôi thai. Kết quả là, các sợi của thần kinh thị giác được myelin bao bọc, bao myelin này tạo ra bởi các tế bào thần kinh đệm ít gai (oligodendrocyte), chứ không phải là từ tế bào Schwann của hệ thần kinh ngoại biên, và được bọc trong màng não.  Bệnh thần kinh ngoại biên như hội chứng Guillain, Barré không ảnh hưởng đến thần kinh thị giác. Tuy nhiên, theo cách phân chia thông thường thì thần kinh thị giác vẫn được nhóm với 11 dây thần kinh sọ khác và tạo thành một phần của hệ thần kinh ngoại biên.
Thần kinh thị giác được bao bọc trong cả ba lớp màng não (màng cứng, màng nhện và màng mềm) chứ không phải bọc bởi bao ngoài, bao giữa và bao trong dây thần kinh (vốn quan sát được ở dây thần kinh ngoại biên). Các sợi của hệ thần kinh trung ương động vật có vú có khả năng tái tạo rất hạn chế so với hệ thần kinh ngoại biên. Do đó, ở hầu hết các động vật có vú, tổn thương thần kinh thị giác dẫn đến mù, và không thể chữa được. Các sợi từ võng mạc chạy dọc theo thần kinh thị giác đến 9 nhân thị giác chính trong não, từ đó tạo các sợi vào chính đến vỏ não thị giác chính.